# Instituto Valenciano de Cinematografía

El Instituto Valenciano de Cinematografía Ricardo Muñoz Suay fue creado por la ley 5/1998, de 18 de junio y en su estructura integró a la Filmoteca de la Generalitat Valenciana, que nació en 1985.
El Instituto lleva el nombre del cineasta valenciano  Ricardo Muñoz Suay, fundador y primer director de la Filmoteca de la Generalitat Valenciana. 
El IVAC o La Filmoteca, como es mayormente conocido, intenta hacer una labor cultural auspiciada por la Generalidad Valenciana. En las materias relativas al cine.
Las funciones propias de una filmoteca, como son la conservación, restauración, catalogación y divulgación del patrimonio y la cultura cinematográfica.
También funciona como institución cultural dedicada a la creación, la producción y la formación cinematográfica y audiovisual. Por medio de diferentes convocatorias, concursos y ayudas directas.
La sede correspondiente a sus funciones como filmoteca se encuentran en el Edificio Rialto, sito en la plaza del ayuntamiento, en la ciudad de Valencia. Su archivo fílmico se encuentra en el parque tecnológico de la cercana población de Paterna.
En 2012, las funciones del IVAC son asumidas por la Dirección Adjunta de Audiovisual y Cinematografía de CulturArts Generalitat (más tarde, Institut Valencià de Cultura), entidad de derecho público de la Generalitat Valenciana, adscrita a la consellería con competencias en materia de cultura, que tiene como finalidad el despliegue y la ejecución de la política cultural de la Generalitat Valenciana en todo aquello que afecta el conocimiento, la tutela, el fomento, la conservación, la restauración, el estudio, la investigación y la difusión de las artes escénicas, musicales y plásticas en todas sus variedades y los museos en particular, del patrimonio audiovisual y de la cinematografía y, en general, de todos los bienes culturales integrantes del patrimonio cultural valenciano.

## Actividades
Se realizan diversas actividades en torno a la filmoteca como proyecciones así como diferentes ciclos y conferencias. También realiza varias actividades en diferentes localizaciones, tanto al aire libre como la Filmoteca d'estiu en los jardines del Turia en la ciudad de Valencia como en diferentes localizaciones a lo largo de la comunidad valenciana.
También como institución dispone de una amplia serie de actividades:
- Publicaciones propias
- Fondos bibliográficos
- Restauraciones y conservación

Además el IVAC gestiona las ayudas a la producción audiovisual de la Comunidad Valenciana en modo de cortometrajes, series y largometrajes.

## Producciones del IVAC
- Regaré con lágrimas tus pétalos es un cortometraje de dibujos animados realizado por Juan Carlos Marí y producido en colaboración con el "Ministerio de cultura ICAA", "Canal 9 TVV", La "Generalitat Valenciana - Instituto Valenciano de cinematografía Ricardo Muñoz Suay", ganador del Premio Goya al mejor cortometraje de animación en la XVIII edición de los Premios Goya.